# Connie Paraskevin
Connie Paraskevin, född den 4 juli 1961 i Detroit, Michigan, är en amerikansk tävlingscyklist som tog OS-brons i cykelsprinten vid olympiska sommarspelen 1988 i Seoul. 